# Bixby (Samsung)
Bixby ist ein Sprachassistent, der auf Samsung-Geräten mit einem Druck auf die Bixby-Schaltfläche verfügbar ist. Mit Bixby lassen sich verschiedene Aufgaben auf dem Mobiltelefon per Sprachbefehl erledigen und Informationen abrufen.
Der Sprachassistent wurde von Samsung erstmals am 20. März 2017 unter anderem für den englischen und koreanischen sowie später auch für den deutschen Sprachraum vorgestellt und wurde danach auf fast allen darauf folgenden Geräten verfügbar gemacht. Mobiltelefone, die mit Bixby kompatibel sind, sind die herstellereigenen Galaxy S8, S9 und S10.
Der Sprachassistent ähnelt im Funktionsumfang anderen Sprachassistenten wie Amazons Alexa, Apples Siri, dem Google Assistant und Microsofts Cortana.
Der Vorgänger von Bixby war S Voice.

## Funktionen
Bixby besteht aus drei Teilen, bekannt als „Bixby Voice“, „Bixby Vision“ und „Bixby Home“.
„Bixby Voice“ ist die Bezeichnung für die Methode zur Aktivierung von Bixby durch Aufruf oder durch einen langen Druck auf den Bixby-Knopf, der sich unter der Lautstärkenwippe befindet. Eine Zeit lang vor dem Auslösen des Telefons war der Bixby-Knopf umprogrammierbar und konnte so eingestellt werden, dass er andere Anwendungen oder Assistenten, wie z. B. Google Assistant, öffnet. Kurz vor der Freigabe des Telefons wurde diese Fähigkeit jedoch mit einem Firmware-Update entfernt, kann aber mit Apps von Drittanbietern neu zugeordnet werden. Im Februar 2019 wurde angekündigt, dass die Umprogrammierung des Knopfes wieder möglich sein soll, zunächst beim Smartphone Galaxy S10 und später auch für andere Smartphones und Tablets. Seit Android 9.0 mit der Benutzeroberfläche One UI 1.0 ist die Umprogrammierung möglich.
„Bixby Vision“ ist eine Augmented-Reality-Kamera, die Objekte in Echtzeit identifizieren kann und dem Benutzer potenziell die Möglichkeit bietet, sie online zu kaufen, Text zu übersetzen, QR-Codes zu lesen und Orientierungspunkte zu erkennen. „Bixby Home“ ist eine vertikal scrollende Liste von Informationen, mit denen Bixby interagieren kann, zum Beispiel Wetter, Fitness-Aktivität und Tasten zur Steuerung ihrer Smart Home Gadgets.
Zu Beginn unterstützte Bixby drei Sprachen: Englisch, Koreanisch und Chinesisch.
Samsung berichtete, dass Bixby auf der US-Version des Samsung Galaxy S8 und S8+ nicht einsatzbereit sein würde, wenn die Geräte am 21. April 2017 erstmals an Kunden ausgeliefert würden. Samsung erklärte, dass die Schlüsselfunktionen von Bixby, einschließlich Vision, Home und Reminder, mit der weltweiten Einführung der Smartphones verfügbar sein würden. Bixby Voice sollte in den USA auf dem Galaxy S8 und S8+ noch im Frühjahr des Jahres erhältlich sein. Die Veröffentlichung der englischen Version wurde jedoch verschoben, da Samsung Probleme hatte, Bixby dazu zu bringen, die Sprache vollständig zu verstehen.
Im April 2018 war Bixby in über 195 Ländern erhältlich, jedoch nur auf Koreanisch, Amerikanischem Englisch und Mandarin-Chinesisch. Die chinesische Version von Bixby war nur auf Geräten erhältlich, die offiziell auf dem chinesischen Festland verkauft werden. Bixby Koreanisch wurde am 1. Mai 2017 eingeführt.
Im Dezember 2018 hat Samsung die Sprachbefehlsfunktion von Bixby auf Französisch eingeführt.
Am 20. Februar 2019 kündigte Samsung die Aufnahme weiterer Sprachen an: Britisches Englisch, Deutsch, Italienisch und Spanisch (Spanien). Am 22. Februar 2020 kündigte Samsung die Aufnahme von brasilianischem Portugiesisch für Galaxy S10 & Note 10 in der Beta-Version und später für weitere Modelle an.